# Henry Rowley Bishop

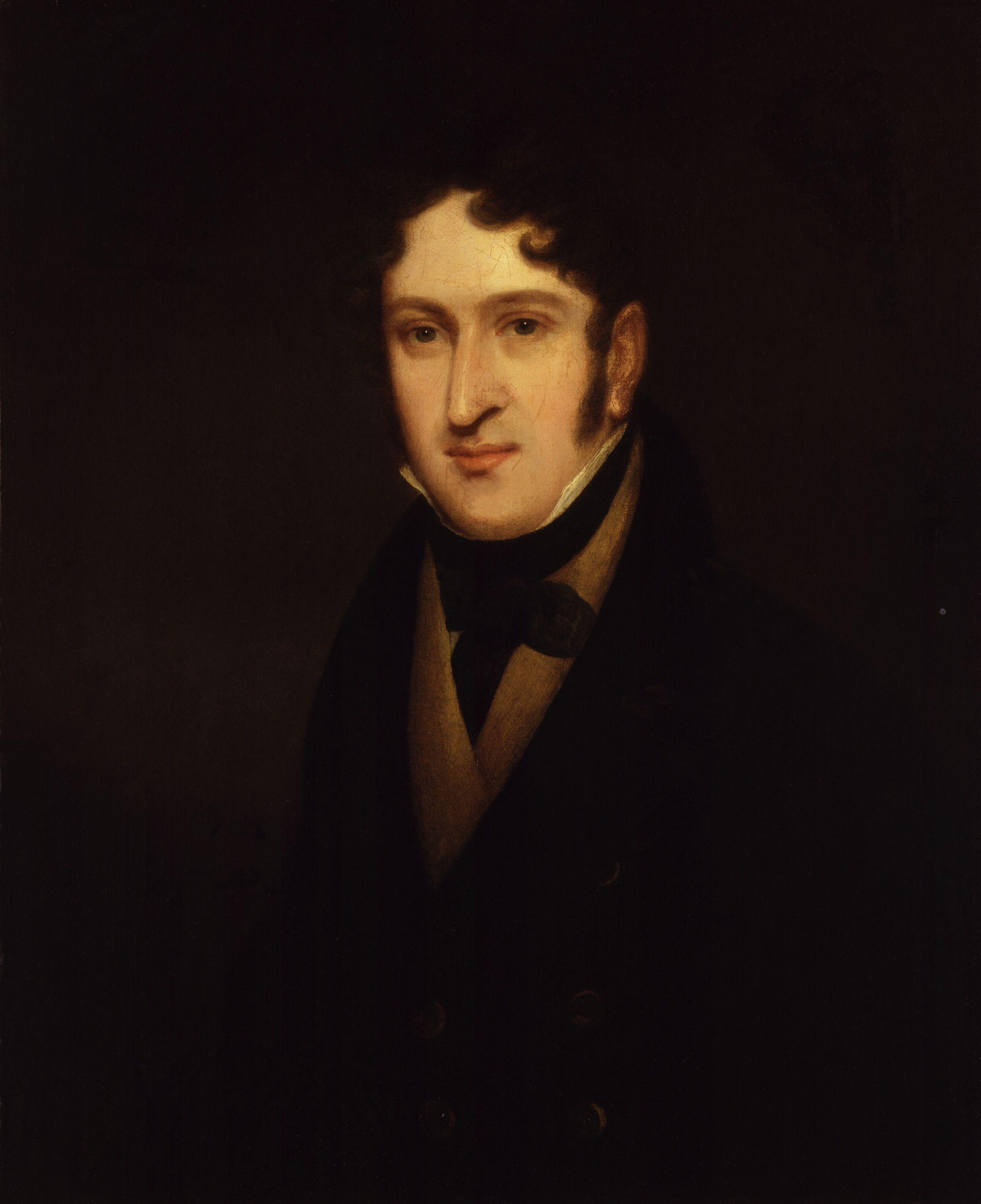
Sir Henry Rowley Bishop, von Isaac Pocock

Sir Henry Rowley Bishop (* 18. November 1786 in London; † 30. April 1855 ebenda) war ein englischer Komponist. Besonders bekannt sind seine Lieder Home! Sweet Home! aus der Oper Clari, or the Maid of Milan und Lo, Hear the Gentle Lark aus Bishops Vertonung der Komödie der Irrungen von William Shakespeare.

## Leben
Am 1. Juni 1842 wurde Bishop zum Knight Bachelor („Sir“) geschlagen, als der erste Komponist überhaupt, dem diese Auszeichnung zuteilwurde.

## Werke (Auswahl)
- The Maniac, or The Swiss Banditti, 1810; Oper
- The Brazen Bust, 1813; Melodram
- The Miller and His Men, 1813; Melodram
- Sadak and Kalasrade, or The Waters of Oblivion, 1814; Oper
- December and May, 1818; Operette
- Clari, or the Maid of Milan, 1823; Oper
- Masaniello, the Fisherman of Naples, 1825; Oper (Bearbeitung von Daniel-François-Esprit Aubers La muette de Portici)[2]
- Alladin, 1826; Oper